# Niamh Coyne
Niamh Coyne (22 de junio de 2001) es una deportista de Irlanda que compite en natación. Ganó una medalla de plata en los Juegos Olímpicos de la Juventud de 2018, en la prueba de 100 m braza.